# Tapacarí
Tapacarí (Quechua Tapaqari) ist eine Ortschaft im Departamento Cochabamba im südamerikanischen Anden-Staat Bolivien.

## Lage im Nahraum
Tapacarí ist der zentrale Ort des Kanton Tapacarí im Municipio Tapacarí und der Verwaltungssitz der Provinz Tapacarí. Die Ortschaft liegt auf einer Höhe von 2997 m direkt am Zusammenfluss der Flüsse Río Huareca, Río Semana Uma, Río Pavkha Uma und Río Makhala, die hier in den Río Tapacarí münden.

## Geographie
Tapacarí liegt östlich des Altiplano zwischen den Höhenzügen der Serranía de Sicasica und der Cordillera Mazo Cruz, die wiederum ein Teil der bolivianischen Cordillera Oriental ist. Die Region ist gekennzeichnet durch ein typisches Tageszeitenklima, bei dem die Temperaturunterschiede im Tagesverlauf deutlicher ausfallen als die jahreszeitlichen Temperaturunterschiede.
Die mittlere Jahrestemperatur der Region liegt bei 10 bis 11 °C (siehe Klimadiagramm Arque), die Monatsdurchschnittstemperaturen schwanken zwischen 6 und 7 °C im Juni/Juli und 13 °C im November/Dezember. Der Jahresniederschlag beträgt etwa 600 mm und fällt vor allem von Dezember bis Februar mit Monatsniederschlägen von 100 bis 140 mm, während in den Wintermonaten von Mai bis September eine Trockenzeit mit Monatsniederschlägen von weniger als 15 mm herrscht.

## Verkehr
Der Ort liegt etwa 100 Straßenkilometer südwestlich von Cochabamba entfernt und ist von der Hauptstadt des Departamentos aus in 4 bis 6 Stunden zu erreichen.
Von Cochabamba aus führt die Nationalstraße Ruta 4 über 37 km bis Parotani, von dort eine unbefestigte Straße nach Westen bis Tapacarí, wobei während der Trockenzeit das weitgehend ausgetrocknete Flussbett des Río Tapacarí als Fahrpiste dient. Aus westlicher Richtung ist Tapacarí über eine ebenfalls unbefestigte Straße von Independencia (Ayopaya) her zu erreichen, die über eine 4000 m hohe Passhöhe führt.

## Bevölkerung
Die Einwohnerzahl der Ortschaft ist in den vergangenen beiden Jahrzehnten auf fast das Doppelte angestiegen:
| Jahr | Einwohner | Quelle       |
| ---- | --------- | ------------ |
| 1992 | 283       | Volkszählung |
| 2001 | 411       | Volkszählung |
| 2012 | 515       | Volkszählung |
| 2024 |           | Volkszählung |

Die Region weist einen hohen Anteil an Quechua-Bevölkerung auf, im Municipio Tapacarí sprechen 75,5 Prozent der Bevölkerung Quechua.

## Wirtschaft
Die Bewohner betreiben vor allem landwirtschaftliche Subsistenzwirtschaft mit Anbau von Kartoffeln, Oca, Bohnen und Getreide und Schaf- und Ziegenzucht zur Eigenversorgung, darüber hinaus liefern sie in kleinen Mengen auch Lebensmittelprodukte für den Markt in Quillacollo.

## Tourismus
Am 26. Januar wird in Tapacarí das alljährliche 'Fest von Tapacarí' mit regionaler Folklore gefeiert.